# ابیای گینه نو
ابیای گینه نو (نام علمی: Scolopax rosenbergi) نام یک گونه از سرده ابیا از تیره آبچلیکان است.